# Gran Premio de Alemania de Motociclismo de 2009
El Gran Premio de Alemania de Motociclismo de 2009 (oficialmente Alice Motorrad Grand Prix Deutschland) fue la novena  prueba del Campeonato del Mundo de Motociclismo de 2009. Tuvo lugar en el fin de semana del 16 al 19 de julio de 2009 en el circuito de Sachsenring que está ubicado en la localidad de Hohenstein-Ernstthal, Sajonia, Alemania.
La carrera de MotoGP fue ganada por Valentino Rossi, seguido de Jorge Lorenzo y Dani Pedrosa.
En 250cc, la carrera fue parada por la lluvia en la 1ª vuelta. Fue relanzada media hora más tarde, recortando sus 29 vueltas iniciales a tan solo 19. Marco Simoncelli ganó la prueba, por delante de Alex Debón y Álvaro Bautista. La carrera de 125cc fue ganada por Julián Simón, rompiendo la "maldición" de la pole. Sergio Gadea fue segundo y Joan Olivé tercero.
Los españoles ocuparon 7 de 9 podios posibles (3 en 125cc, 2 en 250cc, 2 en Moto GP).

## Resultados MotoGP
| Pos | N.º | Piloto           | Equipo   | Diferencia/retirada | Pos. parrilla | Puntos |
| --- | --- | ---------------- | -------- | ------------------- | ------------- | ------ |
| 1   | 46  | Valentino Rossi  | Yamaha   | 41:21.769           | 1             | 25     |
| 2   | 99  | Jorge Lorenzo    | Yamaha   | +0.099              | 2             | 20     |
| 3   | 3   | Dani Pedrosa     | Honda    | +2.899              | 8             | 16     |
| 4   | 27  | Casey Stoner     | Ducati   | +10.226             | 3             | 13     |
| 5   | 15  | Alex De Angelis  | Aprilia  | +21.522             | 5             | 11     |
| 6   | 24  | Toni Elías       | Aprilia  | +30.852             | 17            | 10     |
| 7   | 33  | Marco Melandri   | Kawasaki | +31.301             | 13            | 9      |
| 8   | 69  | Nicky Hayden     | Ducati   | +31.726             | 4             | 8      |
| 9   | 5   | Colin Edwards    | Yamaha   | +32.865             | 7             | 7      |
| 10  | 52  | James Toseland   | Yamaha   | +43.926             | 14            | 6      |
| 11  | 65  | Loris Capirossi  | Suzuki   | +57.375             | 9             | 5      |
| 12  | 88  | Niccolò Canepa   | Ducati   | +1'00.539           | 15            | 4      |
| 13  | 7   | Chris Vermeulen  | Suzuki   | +1'03.645           | 12            | 3      |
| 14  | 36  | Mika Kallio      | Ducati   | +1'04.155           | 10            | 2      |
| 15  | 41  | Gábor Talmácsi   | Honda    | +1 vuelta           | 16            | 1      |
| 16  | 4   | Andrea Dovizioso | Honda    | Out/5ª v.           | 11            |        |
| 17  | 14  | Randy de Puniet  | Honda    | Out/1ª v.           | 6             |        |

## Resultados 250cc
| Pos | N.º | Piloto              | Equipo  | Diferencia/retirada | Pos. parrilla | Puntos |
| --- | --- | ------------------- | ------- | ------------------- | ------------- | ------ |
| 1   | 58  | Marco Simoncelli    | Gilera  | 27:11.034           | 1             | 25     |
| 2   | 6   | Alex Debón          | Aprilia | +0.479              | 7             | 20     |
| 3   | 19  | Álvaro Bautista     | Aprilia | +0.528              | 3             | 16     |
| 4   | 4   | Hiroshi Aoyama      | Honda   | +0.866              | 4             | 13     |
| 5   | 40  | Héctor Barberá      | Aprilia | +1.260              | 2             | 11     |
| 6   | 55  | Héctor Faubel       | Honda   | +5.972              | 8             | 10     |
| 7   | 41  | Aleix Espargaró     | Aprilia | +8.721              | 9             | 9      |
| 8   | 12  | Thomas Lüthi        | Aprilia | +8.762              | 11            | 8      |
| 9   | 35  | Raffaele de Rosa    | Honda   | +19.176             | 17            | 7      |
| 10  | 15  | Roberto Locatelli   | Gilera  | +27.950             | 14            | 6      |
| 11  | 25  | Alex Baldolini      | Aprilia | +29.601             | 12            | 5      |
| 12  | 52  | Lukáš Pešek         | Aprilia | +38.299             | 13            | 4      |
| 13  | 48  | Shoya Tomizawa      | Honda   | +51.940             | 18            | 3      |
| 14  | 16  | Jules Cluzel        | Aprilia | +52.919             | 15            | 2      |
| 15  | 8   | Bastién Chesaux     | Honda   | +1'06.786           | 23            | 1      |
| 16  | 7   | Axel Pons           | Aprilia | +1'20.573           | 24            |        |
| 17  | 54  | Toby Markham        | Aprilia | +1 Vuelta           | 22            |        |
| 18  | 10  | Imre Tóth           | Aprilia | +1 Vuelta           | 19            |        |
| 19  | 66  | Joakim Stensmo      | Honda   | +2 Vueltas          | 25            |        |
| 20  | 53  | Valentin Debise     | Honda   | +4 Vueltas          | 21            |        |
| 21  | 75  | Mattia Pasini       | Aprilia | Out/17ª v.          | 6             |        |
| 22  | 63  | Mike Di Meglio      | Aprilia | Out/16ª v.          | 10            |        |
| 23  | 17  | Karel Abrahám       | Aprilia | Out/8ª v.           | 5             |        |
| 24  | 56  | Vladimir Leonov     | Aprilia | Out/1ª v.           | 20            |        |
| 25  | 14  | Ratthapark Wilairot | Honda   | Out/0 v.            | 16            |        |

## Resultados 125cc
| Pos | No | Piloto               | Constructor | Vueltas | Tiempo    | Parrilla | Puntos |
| --- | -- | -------------------- | ----------- | ------- | --------- | -------- | ------ |
| 1   | 60 | Julián Simón         | Aprilia     | 27      | 39'57.337 | 1        | 25     |
| 2   | 33 | Sergio Gadea         | Aprilia     | 27      | +9.415    | 14       | 20     |
| 3   | 6  | Joan Olivé           | Derbi       | 27      | +17.559   | 12       | 16     |
| 4   | 18 | Nicolás Terol        | Aprilia     | 27      | +17.587   | 5        | 13     |
| 5   | 44 | Pol Espargaró        | Derbi       | 27      | +19.740   | 19       | 11     |
| 6   | 11 | Sandro Cortese       | Derbi       | 27      | +20.778   | 15       | 10     |
| 7   | 29 | Andrea Iannone       | Aprilia     | 27      | +20.908   | 22       | 9      |
| 8   | 99 | Danny Webb           | Aprilia     | 27      | +38.221   | 17       | 8      |
| 9   | 77 | Dominique Aegerter   | Derbi       | 27      | +38.434   | 23       | 7      |
| 10  | 71 | Tomoyoshi Koyama     | Loncin      | 27      | +40.085   | 13       | 6      |
| 11  | 35 | Randy Krummenacher   | Aprilia     | 27      | +44.127   | 33       | 5      |
| 12  | 78 | Marcel Schrötter     | Honda       | 27      | +45.051   | 4        | 4      |
| 13  | 39 | Luis Salom           | Aprilia     | 27      | +59.604   | 30       | 3      |
| 14  | 16 | Cameron Beaubier     | KTM         | 27      | +1:18.157 | 28       | 2      |
| 15  | 79 | Daniel Kartheininger | Honda       | 27      | +1:20.825 | 26       | 1      |
| 16  | 93 | Marc Márquez         | KTM         | 27      | +1:25.137 | 3        |        |
| 17  | 7  | Efrén Vázquez        | Derbi       | 27      | +1:30.427 | 8        |        |
| 18  | 69 | Lukáš Šembera        | Aprilia     | 27      | +1:30.528 | 20       |        |
| 19  | 53 | Jasper Iwema         | Honda       | 26      | +1 vuelta | 11       |        |
| 20  | 32 | Lorenzo Savadori     | Aprilia     | 26      | +1 vuelta | 25       |        |
| 21  | 76 | Toni Finsterbusch    | Honda       | 26      | +1 vuelta | 29       |        |
| 22  | 80 | Damien Raemy         | Honda       | 26      | +1 vuelta | 35       |        |
| 23  | 14 | Johann Zarco         | Aprilia     | 26      | +1 vuelta | 34       |        |
| 24  | 87 | Luca Marconi         | Aprilia     | 26      | +1 vuelta | 32       |        |
| Ret | 45 | Scott Redding        | Aprilia     | 19      | Retirado  | 24       |        |
| Ret | 17 | Stefan Bradl         | Aprilia     | 18      | Caída     | 16       |        |
| Ret | 73 | Takaaki Nakagami     | Aprilia     | 17      | Retirado  | 7        |        |
| Ret | 24 | Simone Corsi         | Aprilia     | 16      | Retirado  | 9        |        |
| Ret | 94 | Jonas Folger         | Aprilia     | 15      | Caída     | 21       |        |
| Ret | 88 | Michael Ranseder     | Aprilia     | 8       | Caída     | 10       |        |
| Ret | 8  | Lorenzo Zanetti      | Aprilia     | 6       | Retirado  | 18       |        |
| Ret | 81 | Eeki Kuparinen       | Honda       | 4       | Caída     | 31       |        |
| Ret | 38 | Bradley Smith        | Aprilia     | 4       | Caída     | 2        |        |
| Ret | 12 | Esteve Rabat         | Aprilia     | 1       | Caída     | 27       |        |
| Ret | 5  | Alexis Masbou        | Loncin      | 1       | Caída     | 6        |        |
| DNQ | 10 | Luca Vitali          | Aprilia     |         |           |          |        |